# James Richardson

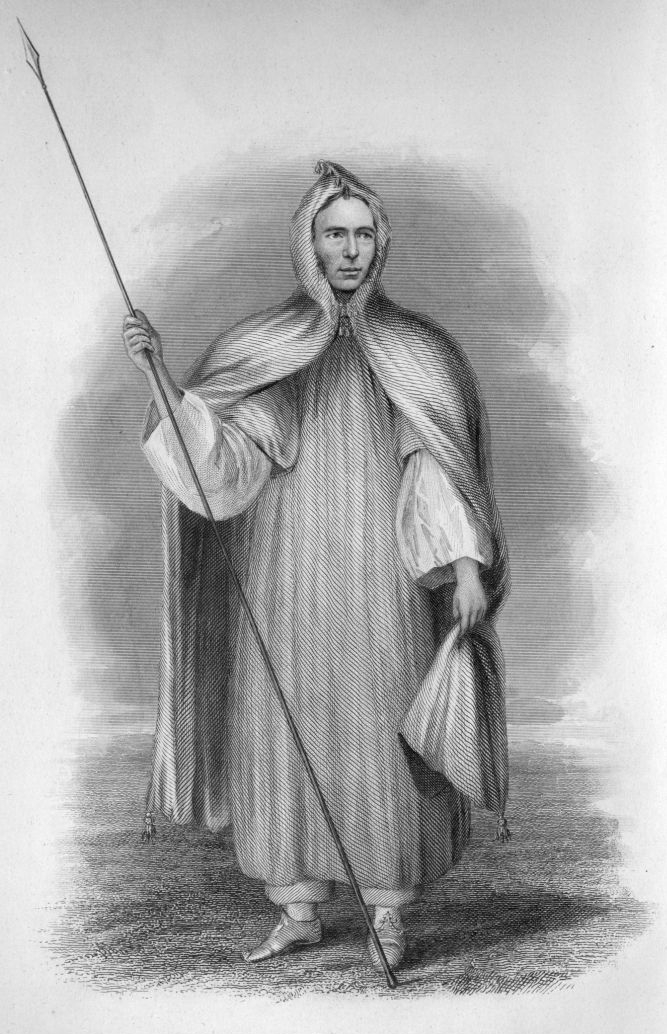
Richardson i dräkt från Ghadames.

James Richardson, född 3 november 1809 i Boston i Lincolnshire, död 4 mars 1851 i Ngurutua, nära Kuka i Bornu, var en engelsk upptäcktsresande.
Richardson inledde 1845 en expedition från Tripolis till det inre, besökte Ghadames, oasen Ghat och Murzuk och återvände efter nio månaders vistelse hos tuaregerna och andra ökenfolk följande år tillbaka till Tripolis. Denna färd skildrade han i Travels in the Great Desert of Sahara in the Years 1845-46 (två band, 1848).
Med stöd av den brittiska regeringen inledde han i mars 1850 en resa från Tripolis till Sudan. På denna resa åtföljdes han av tyskarna Heinrich Barth och Adolf Overweg. I januari 1851 valde de skilda vägar för att sammanträffa i Kuka vid Tchadsjön omkring 1 april. Richardson färdades mot sydost över Zinder, men avled till följd av överansträngning i Ngurutua sex dagsresor från Kuka.
Efter Richardsons dagböcker utgav Bayle Saint-John Narrative of a Mission to Central-Africa (1853) och Travels in Morocco (två band, 1859).